# Trauma (zespół muzyczny)
Trauma – polska grupa muzyczna wykonująca death metal. Zespół powstał w 1988 roku w Elblągu pod nazwą Thanatos. W 1992 roku formacja przyjęła nazwę Trauma.

## Historia
Zespół powstał 1988 roku w Elblągu pod nazwą Thanatos, pod którą muzycy zrealizowali dwa wydawnictwa demo zatytułowane Deo Optimo Maximo z 1989 i Out of Sanity z 1990 roku. 
Wiosną 1992 roku grupa zmieniła nazwę na Trauma i w maju tego samego roku zarejestrowała demo pt. Invisible Reality. W rok później wydawnictwo ukazał się dzięki Loud Out Records przy współpracy z Morbid Noizz Productions, zyskując uznanie na lokalnym rynku muzycznym.
Kolejne wydawnictwo ukazało się dopiero w 1996 uprzednio zarejestrowane w październiku 1995 roku. Sesja nagraniowa odbyła się w gdańskim SL Studio, album ostatecznie zatytułowany Comedy Is Over ukazał się dzięki Vox Mortis Records na kasecie magnetofonowej. 
W 1998 roku ukazał się natomiast pierwszy minialbum zespołu zatytułowany Daimonion zarejestrowany w olsztyńskim Selani Studio. Album wzbogacony o zremasterowane nagrania z Invisible Reality wydany został przez Pagan Records. Ponadto muzycy występowali podczas koncertów w Polsce. 
Wiosną 2000 zespół w Hertz Studio w Białymstoku nagrał drugi studyjny album pt. Suffocated In Slumber wydany we wrześniu tego roku. Ponadto ukazała się reedycja debiutanckiego albumu grupy Comedy Is Over wydana na płycie CD.
Album Suffocated In Slumber okazał się dla grupy prawdziwym sukcesem, w krótkim czasie zainteresowała się nim niemiecka wytwórnia płytowa System Shock Records wydała album w Europie. Wydawnictwo było promowane podczas Reign Forever World Tour w 2001 roku wraz z Decapitated oraz gospodarzem trasy grupą Vader. Podczas trasy zrealizowany został pierwszy album koncertowy grupy zatytułowany Crash Test – Live, wydany w listopadzie 2001 roku ponownie dzięki Pagan Records.
W styczniu 2002 roku grupa odbyła trasę koncertową Expression Of Horror Tour wraz z grupami Devilyn i Misteria, a w kwietniu koncertowała w Niemczech i Holandii w ramach System Shock Over Europe Tour Part Two wraz z grupami Master, Krabathor oraz Xenomorph. Ponadto tego samego roku Trauma wystąpiła na objazdowym Thrash'em All Festival w Polsce wraz z grupami Monstrosity, Vomitory, Lost Soul, Sceptic, Dissenter i Contempt.
Z początkiem 2003 roku grupa rozwiązała kontrakt z Pagan Records na rzecz Empire Records, dla której już w marcu (w Hertz Studio) tego samego roku zarejestrowała album pt. Imperfect Like God, który wydany został 25 listopada 2003 roku. Kolejnym albumem nagranym przez zespół był "DetermiNation", którego premiera miała miejsce w 2005 roku. W 2007 roku na świat przyszło najnowsze "dziecko" Traumy LP pt. "Neurotic Mass". Album ten ma w porównaniu z poprzednimi znacznie bardziej eksperymentalny charakter, w niektórych utworach można całkiem wyraźnie zauważyć elementy industrial metalu a także więcej nietypowych aranżacji. W 2010 roku ukazał się kolejny album formacji zatytułowany Archetype of Chaos. Materiał zajął czwarte miejsce w plebiscycie serwisu Metalnews.pl w kategorii Płyta roku - Polska.

## Muzycy

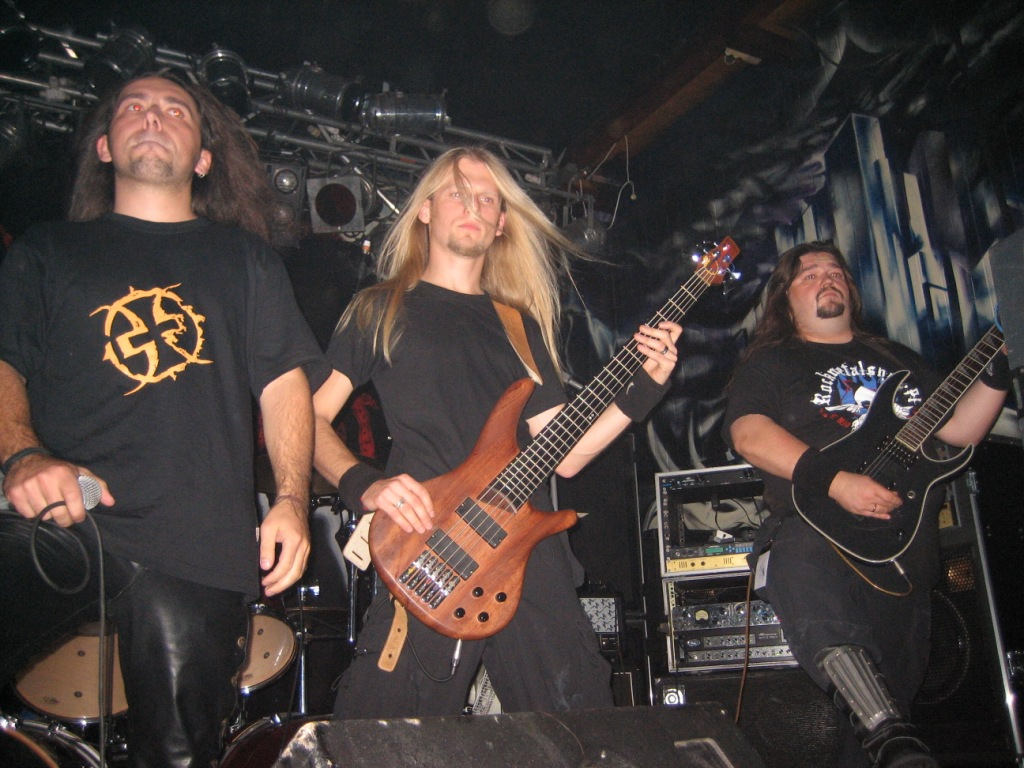
Trauma podczas koncertu w roku 2006
(od lewej: Robert Jarymowicz, Paweł Krajnik, Krystian "Dino" Wojdas)

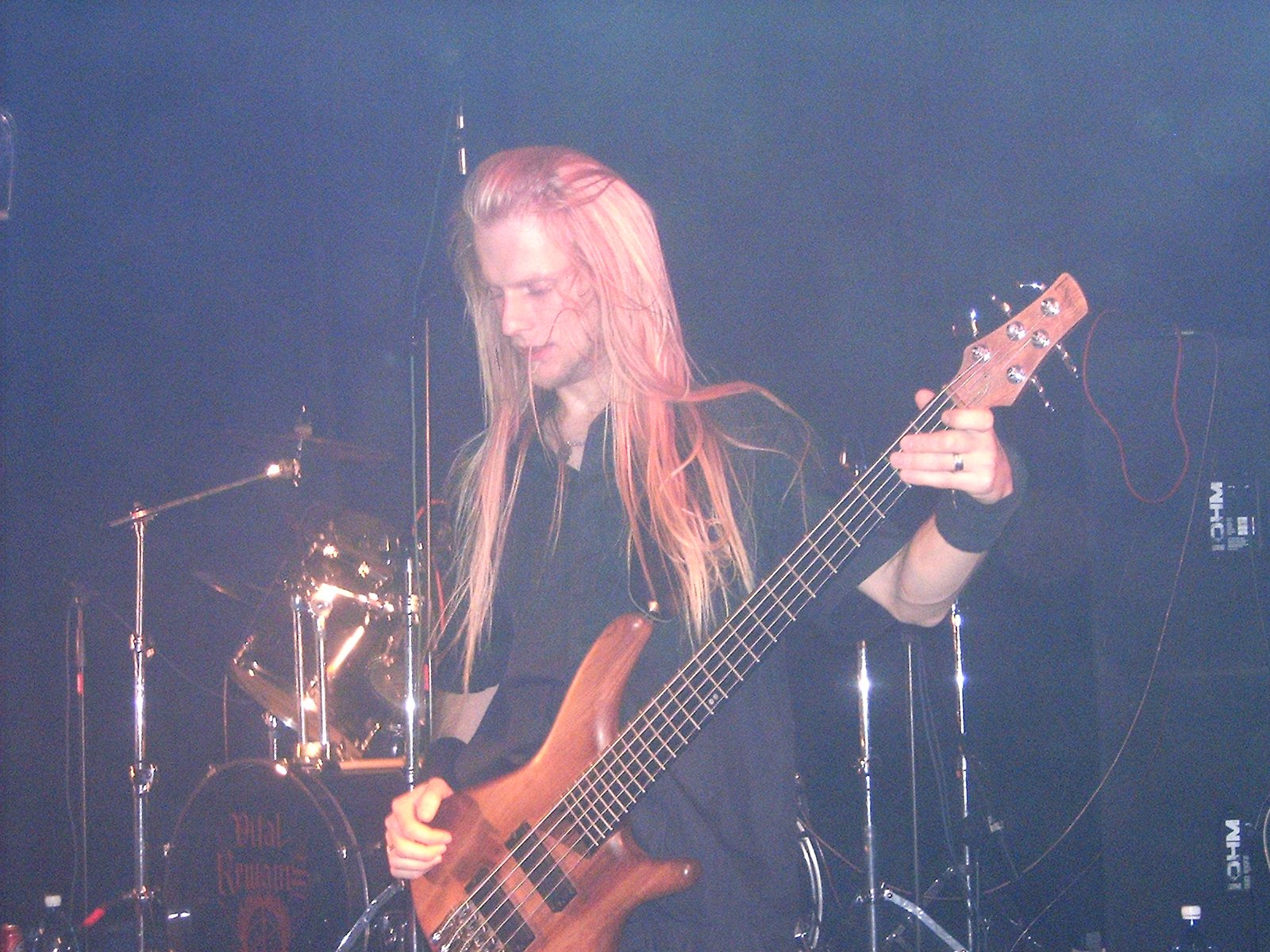
Paweł "Firana" Krajnik podczas koncertu w 2006 roku

| Obecny skład zespołu - Arkadiusz "Mały" Sinica – perkusja (od 1990) - Jarosław "Mister" Misterkiewicz – gitara (od 1988) - Łukasz "Shadock" Radecki - śpiew (od 2021) Muzycy koncertowi - Krzysiek – gitara - Tomek Myśliński – gitara basowa (od 2010) - Krzysztof "Dziadek" Dobrowolski – gitara, gitara basowa (od 2010) - Paweł "Pery" Perwejnis – gitara basowa (2005) - Przemysław Ozga – gitara (2006) - Konrad Rossa – gitara (2006-2009) - Krystian "Dino" Wojdas – gitara (2006) |  | Byli członkowie zespołu - Piotr Zienkiewicz – gitara basowa, śpiew (1992-2002) - Jacek "Skocz" Holewa – śpiew (1992) - Arkadiusz Furdal – gitara (1994-1999) - Paweł Kapla – gitara basowa (1996-1998) - Paweł "Firana" Krajnik – gitara basowa (1998-2008) - Patryk "Patrix" Krajnik – gitara, śpiew (2000-2004) - Filip "Fill" Musiatowicz – gitara (2005-2006) - Robert "Kopeć" Jarymowicz – śpiew (2006-2009) - Dawid "Davidian" Rutkowski – gitara basowa (2008-2010) - Andrzej "Wasyl" Wasiukiewicz – perkusja (1988-1990) - Zbigniew Kunicki – gitara (1988-1990) - Wojciech "Bubi" Sukow – gitara basowa, śpiew (1988-1993) - Bartek "Winiar" Winiarski – śpiew (1988-1989) - Artur "Chudy" Chudewniak – śpiew (2002-2006, od 2009) |

## Dyskografia
Albumy studyjne
- Comedy Is Over (1995, Vox Mortis Records)
- Daimonion (1998, Pagan Records)
- Suffocated in Slumber (2000, Pagan Records)
- Imperfect Like a God (2003, Empire Records)
- DetermiNation (2005, Empire Records)
- Neurotic Mass (2007, Empire Records)
- Archetype of Chaos (2010, Witching Hour Productions)
- Karma Obscura (2013, Witching Hour Productions)
- Ominous Black (2020 Selfmadegod Records)

Albumy koncertowe
- Crash Test - Live (2001, Pagan Records)

Minialbumy
- Hamartia (2006, Empire Records)
- Acrimony (2021 Selfmadegod Records)

Dema
- Deo Optimo Maximo (1988, jako Thanatos, wydanie własne)
- Out of Sanity (1989, jako Thanatos, wydanie własne)
- Invisible Reality (1992, Loud Out Records)